# 氏より育ち
氏より育ち（うじよりそだち）は、江戸時代の日本からのことわざ。

## 概要
人間にとって大切なのは、その人が生まれた家柄ではなく、その人が育てられた環境や自らが努力をしてきたことであるということを意味する。親の家柄や身分よりも、親の育て方やしつけの方が、人間を形成するのには強い影響を与えるということである。

### 歴史
この言葉が最初に用いられていたのは1707年頃に作られた浄瑠璃の『丹波与作待夜の小室節』という作品である。この作中に登場する人物の黒髪は美しいものの髪形はこのようであるや、手足はこけ猿のようであると批判している場面があり、ここでこの人物を例えて氏より育ちであるということが述べられていた。
このことわざは、京いろはかるたに収録されていた。